# Carpathobyrrhulus
Carpathobyrrhulus – rodzaj chrząszczy z rodziny otrupkowatych i podrodziny Byrrhinae. Obejmuje 2 gatunki endemiczne dla Karpat.

## Taksonomia
Rodzaj ten wprowadzony został w 1902 roku przez Ludwiga Ganglbauera jako monotypowy, dla gatunku umieszczanego wcześniej w rodzaju Pedilophorus. Drugi gatunek z tego rodzaju opisał w 1957 roku Maciej Mroczkowski. W sumie należą doń:
- Carpathobyrrhulus transsylvanicus (Suffrian, 1848)
- Carpathobyrrhulus tatricus Mroczkowski, 1957 – goroń tatrzański

## Wygląd
Chrząszcze o owalnym, mocno wysklepionym, porośniętym włoskami i pozbawionym maczugowatych szczecin ciele długości od 3,8 do 6,3 mm. Ubarwienie wierzchu ciała charakteryzuje się metalicznym połyskiem, zwykle zielonym, rzadziej niebieskim, czarnym, fioletowo-zielonym lub złocistym. Spód ciała jest czarny, rzadziej ciemnobrązowy. Kolor odnóży jest czarny. Głowa pozbawiona jest szwu czołowo-nadustkowego oraz listewki na przednim brzegu. Niewielka tarczka ma obrys trójkątny. Punkty na pokrywach są wyraźne, duże i głębokie, rzadziej rozmieszczone niż na przedpleczu. Odnóża są krótkie i spłaszczone, a stopy wszystkich ich par chować się mogą w rowkach na wewnętrznych stronach goleni. Szerokości ud i goleni są prawie takie same. Pazurki u g. tatrzańskiego są delikatne, zaś u C. transsylvanicus dłuższe i silniej zbudowane. Oba gatunki różnią się przede wszystkim genitaliami. Płytka genitalna samicy jest u C. transsylvanicus trójkątnawa, a u g. tatrzańskiego łopatowata. Samiec g. tatrzańskiego ma paramery bardzo gwałtownie, a samiec C. transsylvanicus delikatniej zwężone ku szczytowi.

## Występowanie i ekologia
Rodzaj górski, endemiczny dla Karpat, występujący na rzędnych od 1100 do 2300 m n.p.m. Znany jest z Rumunii, Ukrainy, Słowacji i Polski, przy czym oba gatunki występują tylko na Słowacji. Goroń tatrzański jest endemitem Tatr, a C. transsylvanicus należy do subendemitów wschodniokarpackich o południowych tendencjach migracyjnych.
Owady dorosłe spotyka się głównie latem pod kamieniami, wśród mchów i korzeni traw, na powierzchni gleby i roślin. Najprawdopodobniej żerują na mszakach i glonach, podobnie jak inni przedstawiciele rodziny.
Goroń tatrzański umieszczony został w Polskiej czerwonej księdze zwierząt jako narażony na wyginięcie (VU).